# Rabbit Hole

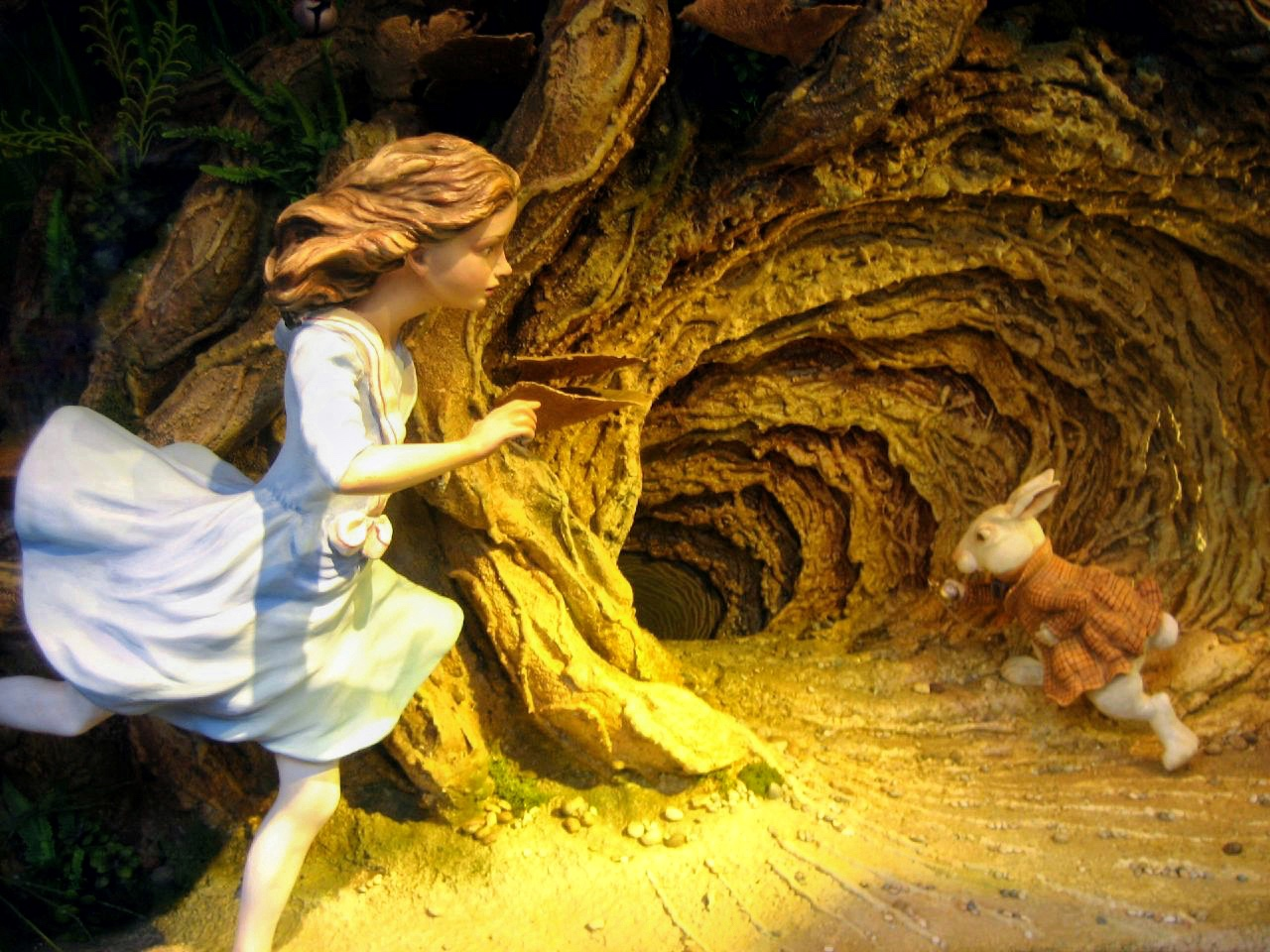
Darstellung der begriffsprägenden Szene in Alice im Wunderland

Rabbit Hole (engl. Kaninchenbau) ist ein aus dem Englischen übernommener idiomatischer Ausdruck für eine Idee oder ein Thema, von dem man sich gedanklich auf Abwege führen lässt.
Der Begriff bezieht sich auf das Kapitel Down the Rabbit Hole des Buchs Alice im Wunderland, in dem Alice sich nach einem langen Fall in das Loch eines Kaninchenbaus im Wunderland wiederfindet.
Der Ausdruck beschreibt heute auch, wie man sich verliert, wenn man im Internet einem Link nach dem anderen folgt.

## Herkunft und Verwendung
Der Ausdruck „Down the Rabbit Hole“ stammt aus Lewis Carrolls Kinderbuch Alices Abenteuer im Wunderland von 1865. Dort folgt das Mädchen Alice in einem Traum einem weißen Kaninchen in seinen Bau und landet damit in einer wundersamen und verrückten Welt fernab der Realität. In einigen Filmen und Büchern wurde die Idee aufgegriffen, so z. B. in den Matrix-Filmen sowie in der Serie Utopia.

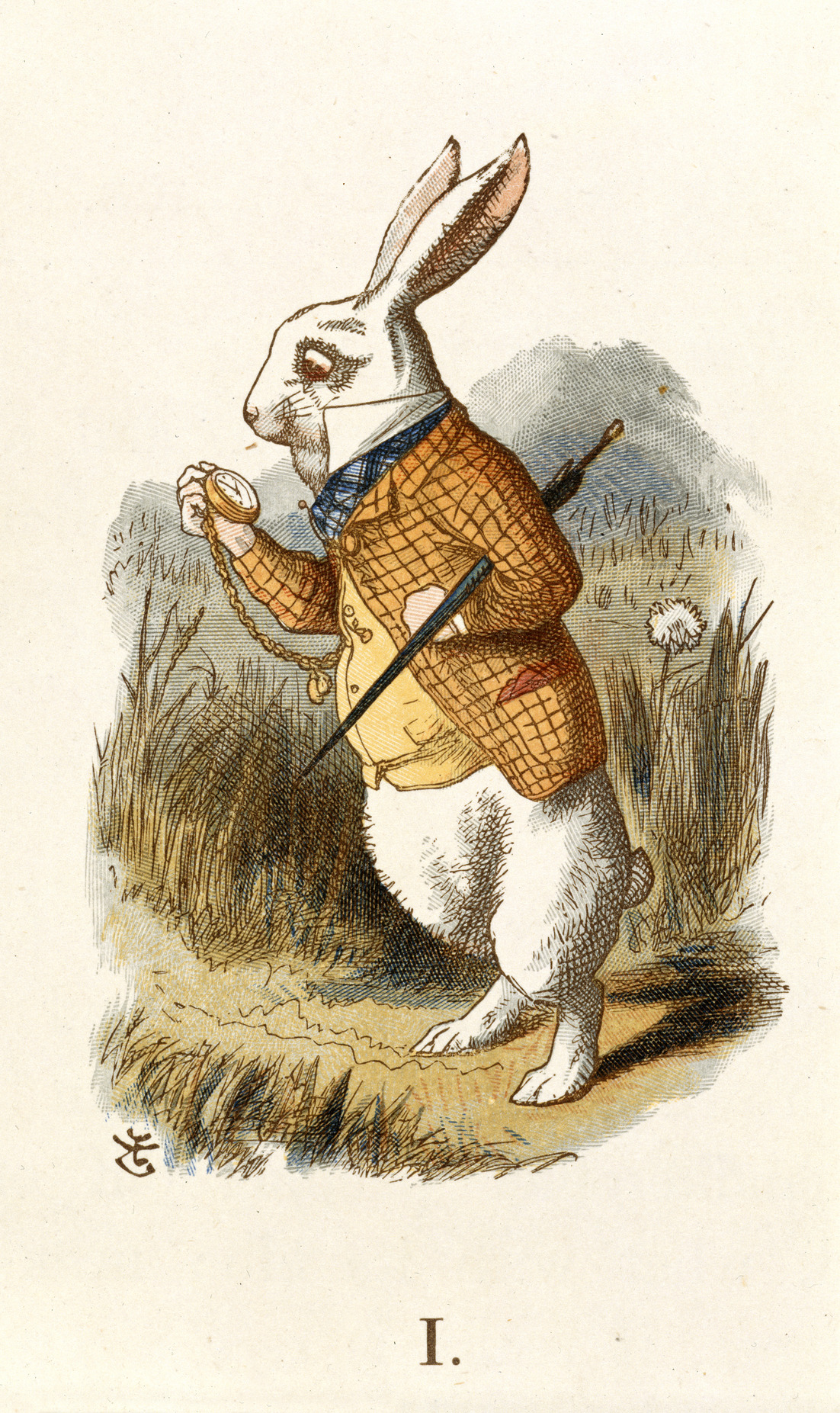
Weißes Kaninchen aus Alice im Wunderland (1890)

„Down the Rabbit Hole“ oder auch nur „Rabbit Hole“ etablierte sich als Redewendung dafür, sich bezüglich in Abschweifungen zu verlieren und dabei die Zeit zu vergessen. Im englischen Slang ist Rabbit Hole auch als Ausdruck für „auf Drogen sein“ verbreitet (vergleiche hierzu auch den Song White Rabbit der Band Jefferson Airplane). Heute ist es jedoch meist ein Bild für das „Internet-Loch“.

## Algorithmen
Neben der Bewegung von Link zu Link, sind „Rabbit Holes“ häufig auch Teil der Medienstrategie, Nutzer möglichst lange auf der eigenen Plattform zu halten. Durch Algorithmen und Künstliche Intelligenz wird der Konsument immer weiter mit passenden Informationen versorgt und so fortschreitend mit einem Thema vertraut gemacht. Zu den damit assoziierten Plattformen zählen soziale Medien wie Facebook, Instagram, Twitter, TikTok oder Telegram aber auch Video- und Streaming-Dienste wie YouTube, Netflix oder Amazon Prime Video und Verkaufsportale wie Amazon oder Ebay.